# Ludwik Jaxa-Bykowski
Ludwik Jaxa-Bykowski (ur. 19 stycznia 1881 w Zagwoździu, zm. 28 czerwca 1948) – polski biolog, psycholog i pedagog, profesor Uniwersytetu Poznańskiego, rektor konspiracyjnego Uniwersytetu Ziem Zachodnich.

## Życiorys
Urodził się w folwarku Zagwoźdź na Podolu, którego dzierżawcą był jego ojciec Stanisław Jakub Jaxa-Bykowski herbu Gryf, a matką Joanna z Dobrowolskich. Wywodził się ze starego, szlacheckiego rodu o dużych tradycjach patriotycznych.
W Stanisławowie w 1899 ukończył gimnazjum klasyczne, a w latach następnych studiował na Uniwersytecie Lwowskim u profesora filozofii Kazimierza Twardowskiego nauki przyrodnicze, filozofię i pedagogikę, uzyskując dyplom dra filozofii w 1904. Był członkiem Ligi Narodowej przed 1905 rokiem. W Paryżu, Marburgu, w stacjach zoologicznych w Trieście i Banyulssur–Mer oraz na Wydziale Lekarskim uniwersytetu we Lwowie pogłębiał swoje wykształcenie. Na uniwersytecie pracował również jako demonstrator przy Katedrze Botaniki. Dyrektor VIII Gimnazjum we Lwowie w latach 1917–1918. W 1921 został prof. zoologii w Akademii Medycyny Weterynaryjnej we Lwowie, a kierownikiem Departamentu Nauki i Szkół Wyższych w Ministerstwie Wyznań Religijnych i Oświecenia Publicznego w 1923. Habilitował się na Uniwersytecie Poznańskim w 1926 roku, a w następnym roku został prof. zwyczajnym. Od 1927 stał na czele katedry pedagogiki na Uniwersytecie Poznańskim. Dziekan Wydziału Humanistycznego UP w 1932, a w 1933 po likwidacji Katedry dalej wykładał na UP.
Filister honorowy i kurator Korporacji Masovia oraz (od 1931) Korporacji Chrobria.
Był związany ze Stronnictwem Narodowym, w ramach którego sympatyzował z grupą tzw. młodych skupionych wokół Kazimierza Kowalskiego i Jędrzeja Giertycha. Był organizatorem Ruchu Młodych Obozu Wielkiej Polski. Po klęsce kampanii wrześniowej, pod koniec września 1939 współtworzył Narodowo-Ludową Organizację Wojskową. W 1940 roku wystąpił z inicjatywą uruchomienia tajnych kursów nauk humanistycznych i prawno – politycznych. Z drugą inicjatywą wystąpiła tajna organizacja konspiracyjna „Ojczyzna”. Jej członek, ks. Maksymilian Rode nawiązał kontakt z profesorami UP, w tym z Ludwikiem Jaxą – Bykowskim, celem uruchomienia konspiracyjnej uczelni wyższej. Ta inicjatywa zakończyła się sukcesem. W latach 1941–1943 był pierwszym rektorem, a prorektorem w latach 1943–1944 podziemnego Uniwersytetu Ziem Zachodnich z siedzibą w Warszawie.  Funkcję tę pełnił do 1943 roku pod pseudonimem „Kulczycki”. Jak wspomina jeden ze studentów, „był on w poczuciu współpracowników duszą i sercem UZZ”. Prorektorem był u jego boku prof. Roman Pollak. Następnie w latach 1943/44 pełnił funkcję prorektora UZZ (przy rektorze Romanie Pollaku). W maju 1944 roku został wybrany dziekanem Wydziału Humanistycznego UZZ. Poza tą pracą we władzach uczelni prowadził też wykłady dla studentów. W Warszawie wykładał pedagogikę ogólną na Wydziale Humanistycznym oraz filozofię polityki na Wydziale Prawa i Ekonomicznym UZZ. Po upadku powstania warszawskiego wykładał w filii UZZ w Kielcach i Jędrzejowie na kompletach filozofii, germanistyki, historii. W semestrze 1944/45 wykładał tam psychologię eksperymentalną i wychowawczą oraz pedagogikę i dydaktykę. W czasie wojny pracował również w tajnym szkolnictwie średnim.
W okresie jego kadencji rozbudowano stopniowo strukturę organizacyjną UZZ; z dwóch wydziałów w 1940 do sześciu w 1943. UZZ tworzyli głównie przebywający w stolicy pracownicy naukowi Uniwersytetu Poznańskiego. Następnie został członkiem Służby Cywilnej Narodu, sprawując stanowisko kierownika Grupy Wychowania Narodowego. W latach 1943–1945 był członkiem Zarządu Głównego SN.

## Śmierć
8 października 1947 został aresztowany przez UB, a następnie skazany na 6 lat więzienia. Zwolniony ze względu na zły stan zdrowia w marcu 1948 r., zmarł trzy miesiące później 28 czerwca 1948 na zapalenie płuc. Został pochowany na cmentarzu jeżyckim w Poznaniu (kw.L, rząd 20, grób 31).

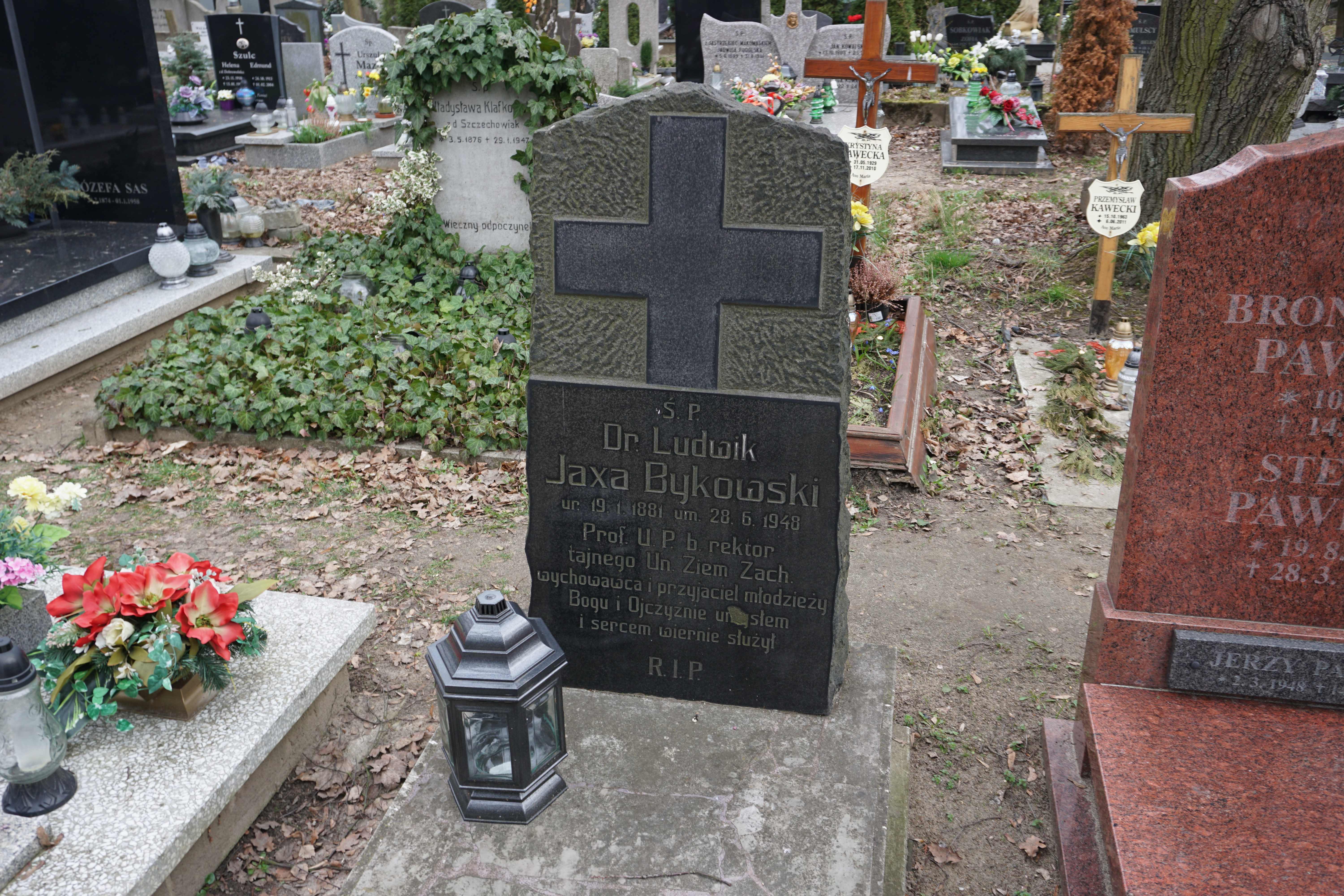
Grób prof. Ludwika Jaxa-Bykowskiego na cmentarzu Jeżyckim w Poznaniu